# Passionfruit (Drake)
Passionfruit is een nummer van de Canadese artiest Drake uit 2017. Het is de tweede single van zijn album More Life. Op het nummer is ook Zoë Kravitz te horen.
Het nummer werd een wereldwijde hit voor Drake. In zijn thuisland Canada haalde "Passionfruit" de nummer 2-positie. In de Nederlandse Top 40 haalde het de 13e positie, en in de Vlaamse Ultratop 50 de 7e positie.